# Paolo Brunatto
Paolo Brunatto (Parigi, 26 luglio 1935 – Morolo, 15 settembre 2010) è stato un regista italiano, considerato uno dei principali esponenti del cinema sperimentale e del cinema underground italiano.
In quarant'anni di attività ha girato più di 600 tra documentari, reportage, inchieste e film sperimentali molti dei quali proiettati nei principali festival cinematografici internazionali. I suoi documentari sono stati distribuiti in 27 nazioni.

## Biografia e carriera come regista
Nasce a Parigi da padre italiano e madre francese. Frequenta il liceo classico a Firenze, studia pittura con Ottone Rosai all'Accademia di belle arti di Firenze e architettura a Ginevra, dove conosce Ricardo Bofill con il quale realizza una casa sperimentale a Ibiza. Abbandona però l'architettura e si dedica al cinema e alla televisione.
Nel 1960 realizza il suo primo documentario, Appunti sull'emigrazione - Spagna '60 che vince un premio al festival del cinema di Mosca.
Dal 1963 al 1965 collabora con la Rai, come regista free-lance, dirigendo reportage, inchieste e documentari, tra i quali: Montale a Milano, La noia, L'ipnosi, Dostoevskij, Kafka, Comisso, Il salario della paura, Confessioni di una hostess, Lo sbarco in Sicilia, La rivoluzione messicana, I nostri giocattoli, Antonio Gades ecc., per programmi come TV7, Almanacco, Prima pagina, L'Approdo e Giovani.
Nello stesso periodo realizza anche documentari per il cinema: L'angelo e Satana e Insomma. Con Carmelo Bene produce Un'ora prima di Amleto + Pinocchio e Bis.
Alla fine degli anni sessanta entra in contatto con il cinema underground statunitense e partecipa alla creazione di un circuito di cineasti indipendenti italiani; nel 1967 parte per l'oriente in un viaggio che dura alcuni mesi. In Afghanistan, Pakistan, India e Nepal realizza il film sperimentale Vieni, dolce morte (dell'ego). Negli anni successivi realizza altre opere sperimentali come: Tak (1968), Oserò, turbare l'universo? (1969), La voce di esta joy (1971).
Tra il 1968 e il 1973 scrive e disegna il fumetto underground Riusciranno i nostri eroi?....
Tornato in Italia, dal '73 al '74 riprende a collaborare con la Rai, girando una serie di documentari per la serie Io e... su Pasolini (Un'anima bella), Zanzotto, Piovene, Manlio Cancogni, Alberto Mondadori, Giulio Einaudi, Riccardo Muti, Neri Pozza, Giacomo Devoto, Luigi Malerba e Mario Luzii, oltre a Una piccola grande famiglia e Tashi Jong (India). Nel 1975 riprende l'attività di cineasta indipendente, realizzando film in super8. In quell'anno organizza assieme a Enzo Ungari e Adriano Aprà una rassegna sul cinema italiano in Super8 presso il cineclub Filmstudio di Roma (Dimensione Super8), dove vengono proiettate le prime opere di Nanni Moretti: Paté de bourgeois e Come parli frate?. Nel 1976 fonda la Karma Film con Elio Rumma.
Nel 1984 realizza il reportage sperimentale La strada per Taos. Collabora poi con Bernardo Bertolucci per la realizzazione dei backstage dei film L'ultimo imperatore e Piccolo Buddha.
Negli anni '80 e '90 realizza documentari e servizi per Rai, Mediaset, BBC, LA7, Planete, Stream, Dahlia TV. Tra le ultime opere c'è la serie Schegge di utopia sul cinema underground italiano, con la partecipazione di Valentino Zeichen, prodotta da Cult Network Italia.
Nel 2019 Fiorenza Poupèe Cozzi, moglie di Brunatto, dona all'attore Jacopo Surricchio l'archivio Brunatto.

## Altre attività e collaborazioni
Oltre al suo lavoro di regista free-lance, collabora con la Onlus ASIA e si occupa, dai primi anni Ottanta agli anni Novanta, del Dipartimento Video dell'Istituto Internazionale Shang Shung, sorto per la salvaguardia della cultura tibetana.

## Documentari
- Appunti sull'emigrazione - Spagna '60 (1960) - Premio per il miglior reportage d'attualità al Festival Cinematografico di Mosca del 1961.
- Nous irons a Tahiti (1961)
- Tommaso Landolfi, Alberto Arbasino, Guido Piovene, Verdi a Chicago, Il politecnico di Vittorini, Il flauto magico di Mozart, Mettere in scena Puccini a San Francisco. (1975)
- Les enfants de la terre, Merry Mario , Non si sa mai (1975)
- Teatro in cantina, RAI allo specchio (1976).
- Libro e moschetto – La cultura italiana durante il fascismo, programma in 6 puntate per la Rai (1977).
- Soprattutto imperfetto – Riccardo Bofill, l'erede di Gaudi (1977).
- Jugoslavia al bivio (1978).
- La creatività, Appunti di igiene e sanità, Dove va la poesia?, La stagione metafisica (1979)
- Amici vicini e lontani, Giorno dopo giorno (1980).
- Casa di ordinaria follia, Los Angeles bagnata e bollente, Le vie dello stomaco sono infinite, Profumo di Londra, Notturno berlinese, Com'era verde la mia valley girl, Una ragazza di nome Dustin, Montecchi e Capuleti a Washington, Paul Anka: Ritratto di una voce, Rastafari, Oscar delle mie brame, Hollywood povero ma bello, Ben tornato Jerry Lewis, Mister Manilow e il signor Rossi, Giamaica special, Le ferite dell'infanzia (1980-1984)
- La strada per Taos, Graffiti fiorentini, Il gesto e il canto, Va bene così Vasco, Lhasa è vicina, Vicino al cielo, vicino alla terra (1984)
- Sulle orme dello yeti (1986)
- Taxi driver a Pechino e Due stars cinesi, Nostalgia di un kolossal, Cinque piccoli indiani(1986-1987)
- Un Oscar ben portato, Chi è Ryuchi Sakamoto? (1987)
- Kailash – La Montagna Sacra (1988)
- Sognatori di miti e creatori del destino (1989)
- Un lama intorno al mondo (1990)
- Miti e sacrifici, per "Mixer", realizzato in Indonesia (1991)
- L'estenuante giornata di un Jappie (1991)
- Dopo la tempesta (1991)
- Il sogno di Aun San Suu Kyi 1992
- Perché Buddha? (1992).
- La grande pace (1993)
- Ciao Emilio (1994)
- Disperazione e nostalgia (1995)
- Diario australiano(1999)
- Lungo il Fiume (in collaborazione con Cristiano Barbarossa, 1998)
- Angeli & killers (in collaborazione con Cristiano Barbarossa, 1999)
- Nepal nascosto, Gli ultimi maoisti, Nascita di una nazione - Timor Est, Il dramma del Kalimantan, Viaggio in India (2001)
- Arundhati Roy - La dea delle piccole cose (Locarno Film Festival 2002) (2002)
- Il senso del mistero, presentato al Festival del cinema di Venezia (2003)
- Assenza, più acuta presenza, presentato ai Festival del cinema di Locarno, Annecy, Hollywood Film Festival, 2004 FilmMondo (2003)
- La malia di Acitrezza (2003)
- Macbeth a Costabona (2003)
- Tradimento d'amore, (2003)
- Un pomeriggio a New York (2004)
- Schegge di utopia - L'underground cinematografico italiano questo sconosciuto - 12 puntate di 45' l'una - Ritratto di 12 autori: Alberto Grifi, Tonino De Bernardi, Romano Scavolini, Massimo Bacigalupo, Annabella Miscuglio, Franco Brocani, Anna Laiolo e Guido Lombardi, Alfredo Leonardi, Paolo Gioli, Gianfranco Baruchello, Piero Bargellini e Paolo Brunatto (autoritratto) (2004)
- I clandestini del cinema italiano - Omaggio a 12 autori del cinema italiano - 12 Puntate di 45' l'una - Documentario su Gionata Zarantonello, Silvano Agosti, Roberta Torre, Giuseppe Bertolucci, Jean Marie Straub & Danièle Huillet, Antonio Rezza & Flavia Mastrella, Claudio Bondì, Franco Piavoli, Paolo Benvenuti, Beppe Gaudino, Toni De Bonis, Rolando Stefanelli (2005)
- "Sergio Citti - Confessioni di un borgataro " - Il difficile mestiere del regista (2005)
- Attenti a quei due – con Roberto Benigni e Giuseppe Bertolucci - 50' (2007)
- Leonardo a Vinci – L'origine del genio (2007)
- David Lazzaretti – Il profeta dell'Amiata  (2008)
- Memorie, ma non solo... (2008)
- Il Serpico italiano – (2008)
- San Francesco – Il Poverello di Assisi – Radiodramma in 8 Puntate – Radio Rai International (2009)